# 傲慢的怪獸公主與名偵探使魔
《傲慢的怪獸公主與名偵探使魔》，簡稱《傲慢的怪獸公主》是藝方通行和胖鸚鵡工作室開發的成人向養成遊戲，於2023年12月21日由芒果派對在Steam發行。故事講述身為地球人的主人公被拐賣成為外星暴君黛奴的僕人，還在黛奴的要求下，率領軍隊佔領一枚行星。

## 遊戲內容
《傲慢的怪獸公主》是怪獸公主系列第二部作品，與《怠惰的怪獸公主不想工作》（《怠惰的怪獸公主》）為同一世界觀，作品採用養成遊戲的遊玩方式。玩家扮演地球上一個普通的私家偵探，前作《怠惰的怪獸公主》女主角卡歐過往業績從未達標，在地球人主角幫助下超額完成業績，引起了卡歐母星的關注。母星要求其他怪獸公主嘗試與地球人合作，於是黛奴委託宇宙黑商購買了身為偵探的主人公作為自己的「寵物」。被拐賣的主人公在黛奴命令下寫出《地球人飼養手冊》，主人公特意寫了很多有利自身的內容，謊稱性行為是忠誠儀式。本體是強大怪獸的黛奴是宇宙出名的「外星暴君」，喜歡直接了當行動，導致征服的行星通常會成為一片廢墟。黛奴將新的行星征服任務交給主人公，她強化了主人公的身體，並給與了怪獸軍團的控制權。遊戲中玩家需要在限時之內，完成階段性的征服任務，同時兼顧黛奴的侍奉工作。每天玩家有一定行動點，鍛煉身體、生產士兵和侍奉都會消耗不同行動點。玩家與黛奴的互動能提高對方好感度，隨著遊戲進程會解鎖更多性交體位和侍奉行為，除黛奴外，玩家在攻陷行星特定據點後會有收服地方女首領的色情場景，在探索據點時能獲得黛奴的新服飾。如果沒達成階段性征服任務，黛奴好感度低時會出手毀滅行星，黛奴好感度高時會帶著主人公離開行星，前往其他行星。若玩家完成征服任務，黛奴和主人公會在該行星暫時定居生活。

## 開發及發行
《傲慢的怪獸公主》的製作人板神，之前在《怠惰的怪獸公主》中負責色情場景的動畫製作。《怠惰的怪獸公主》發售後獲得不錯的商業成績，製作團體胖鸚鵡工作室在一次卡拉OK聚會期間，團隊計劃將遊戲擴展成怪獸公主系列，以七宗罪為主題開發續作，其中板神自建團隊「藝方通行」負責《傲慢的怪獸公主》專案。專案自2022年8月開啟，早期團隊僅板神一人，為了保持系列完整性，遊戲劇本由前作編輯貓寬負責。由於缺乏人手，角色設計草稿由《怠惰的怪獸公主》的美術哲學負責，後期才慢慢組建起完整的開發團體。遊戲的開發節奏十分緊湊，板神在分享中表示，在近一年半的開發時間中，有限的資源和時間讓「每一步都是艱難的挑戰」，其中片尾曲和宣傳視頻都是遊戲發行前數日完成。《傲慢的怪獸公主》的副標題「名偵探使魔」，為《名偵探柯南》與《零之使魔》兩部作品名的結合。遊戲玩法設計上，雖然採用了回合制戰略遊戲的玩法，但是內容上側重於「互動與感情培養」，有著視覺小說的體驗。為了更好塑造角色，製作團體邀請了日本聲優負責配音。
2023年4月，胖鸚鵡工作室首次公佈怪獸公主系列兩部續作《暴食的怪獸公主：惑星美食之旅》和《傲慢的怪獸公主與名偵探使魔》開發資訊。同年9月，發行商芒果派對宣佈怪獸公主系列新作《傲慢的怪獸公主與名偵探使魔》將在年內12月發佈。同年10月10月，芒果派對在Steam新品節上公佈遊戲試玩版。12月8日舉行的台灣遊戲展G-EIGHT期間，芒果派對也在展會中宣傳作品。12月21日遊戲在Steam上架，遊戲支持中文及日文配音，還同步推出美術設定集。
2024年10月24日，遊戲的外傳小說《傲慢的怪獸公主與名偵探使魔後日談
～異星球過勞皇家～》由台灣角川出版社發售，小說由谷內悟
執筆，Oneko和雪蟲負責插畫。

## 評價及反響
遊戲在Steam發售後獲得壓倒性好評，首週銷量超過七萬份。2024年9月，銷量超過30萬份。遊戲角落評論員水修稱讚作品相比前作《怠惰的怪獸公主》有明顯的進步，多方面都有優化。
遊戲玩法方面，水修表示作品相比前作內容更為豐富，征服系統增加了兵種機制，性行為玩法也有了更多性交體位，角色互動的方式也十分多樣化。同時他批評遊戲的難度設計不佳，遊戲的互動內容不少，加上限時設計，如果沉迷與黛奴的互動，很容易達成壞結局，玩家必須分出精力去研究征服系統，遊玩到後期明顯削弱了玩家攻略黛奴的「期待感」。角色設計方面，水修認為黛奴的傲嬌性格，雖然方便早期「推進劇情」，但是後期「為了保持高傲的人設」，角色性格轉變不大，容易丟失「新鮮感」。

## 外部連結
- 傲慢的怪獸公主與名偵探使魔的X（前Twitter）
- 傲慢的怪獸公主與名偵探使魔的Facebook專頁
- 《傲慢的怪獸公主與名偵探使魔》在視覺小說數據庫的頁面 （英文）